# چاینا سیتیک بانک اینترنشنال
چاینا سیتیک بانک اینترنشنال (انگلیسی: China CITIC Bank International) شرکت خدمات مالی و بانکداری هنگ کنگی است، که در سال ۱۹۲۲ تأسیس شد.